# Санлукар де Барамеда
Санлукар де Барамеда (на испански: Sanlúcar de Barrameda) е град в Южна Испания. Населението му е 67 640 жители (по данни към 1 януари 2017 г.). Площта му е 170,93 кв. км. Намира се в часова зона UTC+1 на 30 м н.в. Пощенският му код е 11540. Официален език е испанският.